# Septa rubecula
Septa rubecula is een slakkensoort uit de familie Ranellidae. De wetenschappelijke naam werd gepubliceerd in 1758 door Carl Linnaeus in de tiende editie van Systema naturae.